# スタートライン (ONE☆DRAFTのアルバム)
『スタートライン』は、2016年10月5日に発売されたONE☆DRAFTの7枚目のフルアルバムである。発売元はFROG MUSIC。

## 概要
- 前作「ALL FOR ONE」から1年2ヶ月ぶりのリリースとなる作品。前作同様、収録曲全てがシングル曲を含まない未発表曲となる。

## 収録曲
1. スタートライン [4:23]
作詞: LANCE　作曲: Kensuke Okamoto・LANCE
2. フルフルスウィング [3:09]
作詞: LANCE  作曲: LANCE・MAKKI
3. 未完成の夢 [5:12]
作詞: LANCE・RYO・MAKKI  作曲: Daisuke Kahara・LANCE・RYO・MAKKI
4. キミに恋するオレの唄 [4:21]
作詞: LANCE  作曲: UTA・LANCE
本作のリード曲となる楽曲。南海放送「ヒ・ト・ミ目線」10月エンディングテーマ。
ミュージックビデオにはモデルのmireiと呂敏が出演している。
5. UNCHAIN ~大人を着たガキのままで~ [4:39] 
作詞: LANCE・RYO・MAKKI  作曲: EQ・LANCE
6. 愛しくなるほど消えなくて [4:03]
作詞: LANCE・MAKKI  作曲: EQ・LANCE・MAKKI
7. 夢親孝行 [4:39]
作詞: LANCE・RYO・MAKKI  作曲: LANCE
8. あいたくて [5:21]
作詞: LANCE  作曲: LANCE
11thシングル、「あいたくて、あえなくて、あいしてる」の原曲となる楽曲。
9. 何度も何度でも [4:14]
作詞: RYO・MAKKI  作曲: Kensuke Okamoto・RYO
10. TIME [4:58]
作詞: LANCE・RYO・MAKKI  作曲: EQ・Daisuke Kahara・LANCE・RYO
11. おやすみの唄 [1:37]
作詞: RYO  作曲: EQ
インスト曲を除き、彼らの楽曲で最も演奏時間の短い楽曲である。
12. アンコールⅡ [3:30]
作詞: LANCE  作曲: LANCE・Tasuku Manda
2ndアルバム「DREAMAKER」収録の「アンコール」同様、既出曲のタイトルや歌詞が曲中にふんだんに使用されている。